# Rifugio Eugenio Ferreri
Il rifugio Ferreri è un rifugio situato nel comune di Groscavallo, Vallone della Gura (TO), in Val grande di Lanzo, nelle Alpi Graie, a 2.207 m s.l.m..

## Storia
Il rifugio è stato inaugurato per la prima volta nel 1887 con il nome di rifugio della Gura, venne costruito per volontà dell'avvocato Giuseppe Corrà. In seguito fu ristrutturato negli anni 1940-1950 ed intitolato all'alpinista e scrittore Eugenio Ferreri.
Per anni il rifugio non ha ricevuto più manutenzione ed è stato utilizzato solo come ricovero di fortuna.
Nell'estate 2013, grazie all'intervento di CAAI, GISM e CAI Torino, il rifugio è stato oggetto di restauro. Anche il sentiero è stato ripulito e attrezzato con catene nei tratti più delicati. L'8 settembre 2013 si è tenuta la nuova inaugurazione. Il 12 Settembre 2017 l'ultima viene terminata la pulizia e la nuova sistemazione del sentiero con l'aggiunta di catene in alcuni punti più difficili.

## Ascensioni
- Punta Mezzenile - 3.429 m
- Cima Monfret - 3.374 m
- Uja della Gura - 3.364 m